# Церковь Санта-Мария-Маддалена-деи-Пацци
Церковь Санта-Мария-Маддалена-деи-Пацци (итал. Chiesa di Santa Maria Maddalena dei Pazzi) — римско-католическая церковь и бывший монастырь, расположенный в районе Борго Пинти в центральной части Флоренции, Тоскана, Италия.

## История
Первый бенедиктинский монастырь и церковь на этом месте были основаны в 1257 году и посвящены Святой Марии Магдалине Обращённых (delle Convertite), покровительнице некогда падших, а теперь обращённых женщин. Имя Пацци было добавлено в честь монахини ордена кармелиток Марии Маддалены деи Пацци, которая умерла в 1607 году и в 1626 году была причислена к лику блаженных папой Урбаном VIII (Маффео Барберини; герб семьи Барберини и мемориальная доска с изображением монахини были помещены на углу здания по Виа делла Колонна). Монахини-кармелитки привезли с собой останки своей сестры Марии Маддалены деи Пацци. Но только после официальной канонизации Марии Магдалины в 1669 году церковь была повторно освящена.
В 1332 году орден цистерцианцев из Бадиa-а-Сеттимо, близ Флоренции, взял под контроль это место и переехал туда в 1442 году, в то время как монастырь был переведён в Сан-Донато-ин-Польвероза. Церковь и дом капитула были перестроены между 1481 и 1500 годами, с первоначальными проектами в 1492 году Джулиано да Сангалло.
По случаю канонизации святой живописец Якопо Кьявистелли в сотрудничестве с Анджоло Гори в 1669 году расписал свод церкви фресками «Слава Святой Марии Магдалины деи Пацци», а Козимо Уливелли написал на стенах истории жизни святой.
Вскоре после этого, с 1677 по 1685 год, была построена нынешняя главная капелла, задуманная как своего рода мавзолей, триумфальное обрамление для останков святой. Затем монастырь был разделен пополам и его часть включена в состав Лицея Микеланджело (Liceo classico statale Michelangiolo).
Во время французской оккупации барон Доминик Виван Денон был озабочен поисками произведений искусства, которые можно было бы отправить во Францию, в Музей Наполеона в Париже. В результате три произведения стали предметами наполеоновского разграбления: «Посещение Святой Марией Елизаветы» Доменико Гирландайо, картина, которая теперь находится в Лувре, «Мадонна с Младенцем и святым Бернардом» Козимо Росселли и «Мадонна с Младенцем между святыми Юлианом и Николаем», картина Лоренцо ди Креди. Эти произведения не были возвращены в Италию, согласно одной из версий, из-за их значительных размеров, что затрудняло транспортировку.
Во второй половине XIX века, после окончательного упразднения монастыря (1866), комплекс был буквально разрезан надвое строительством нынешнего продолжения Виа делла Колонна. В ходе работ и монастырь, и старая трапезная были значительно уменьшены. Здание приобрело новый фасад, спроектированный и построенный Феличе Франколини около 1870 года.
В 1888 году монахини-кармелитки, которые все ещё заботились о церкви, переехали сначала на площадь Савонаролы, а затем на улицу Виа деи Массони в Кареджи, в монастырь, который существует и поныне. Они не преминули также перевезти туда останки своей святой покровительницы и большое количество произведений искусства. Здания монастыря Борго Пинти, упразднённые и разграбленные, были переданы муниципалитету и использовались сначала для размещения Scuola Normale Sperimentale Maschile, а затем, с 1898 года, Scuola Tecnica P. Toscanelli, а позднее и других организаций.

## Интерьеры и произведения искусства
Перед церковью находится атриум, или кортиле (внутренний двор), в ренессансном стиле, спроектированный Джулиано да Сангалло по заказу Бартоломео Скалы, с архитравами, опирающимися на ионические колонны, и цилиндрическими сводами, поддерживаемыми колоннами из серого камня. Капители были созданы по образцу античной классической капители из жёлтого мрамора, найденной во Фьезоле и ныне хранящейся в музее Каза-Буонарроти: Выделяются две круглые арки, открывающиеся в центре на длинных сторонах двора, одна из которых ведёт к входу в церковь, другая — к выходу на улицу: эти большие арки напоминают решение Брунеллески в капелле Пацци церкви Санта-Кроче.
Две отдельные фрески люнетов находятся в северо-восточном и юго-западном углах, работы Маттео Росселли и Атанасио Фонтебуони соответственно.
Интерьер церкви выглядит гармоничным, несмотря на различные вмешательства и смену стилей на протяжении веков: один просторный неф, с шестью капеллами по каждой стороне. Интерьер отделан белой штукатуркой с изящными архитектурными фризами из песчаника в стиле Брунеллески. Неф датируется пятнадцатым веком, пресвитерий — семнадцатым, а потолок и вторая капелла справа датируются восемнадцатым веком.
Между 1480 и 1530 годами внутри церкви находились алтарные картины, созданные выдающимися художниками итальянского Возрождения, такими как Сандро Боттичелли, Перуджино, Доменико и Ридольфо дель Гирландайо, Лоренцо ди Креди и Рафаэллино дель Гарбо, которые были перемещены в другие места после XVII века, реконструкций XVIII века и наполеоновского разграбления. Ныне они разбросаны по музеям Флоренции, Парижа, Мюнхена и Санкт-Петербурга. Их заменили произведения менее известных мастеров, таких как Карло Портелли, Альфонсо Боски, Доменико Пулиго, Санти ди Тито и Франческо Курради. В доме капитула находится фреска Пьетро Перуджино, заказанная Дионисио и Джованной Пуччи (1493—1496).
Главная капелла — Капелла Маджоре — была построена в 1677—1685 годах для хранения реликвий святой Маддалены. Этот вид «зрелищной капеллы», в которой, как в постановке, сочетаются полихромный мрамор, бронза, позолота, статуи, фрески и расписанные холсты, символизирует религиозную чувствительность времен Великого герцогства Козимо III Медичи. Не случайно он был покровителем этого предприятия. Проектом руководил римлянин Чиро Ферри, ученик Пьетро да Кортона, а завершил его Пьер Франческо Сильвани. На куполе находится фреска с иллюзорным небом, изображающая Вознесение Святой Марии Маддалены деи Пацци со всеми флорентийскими святыми, работа Пьетро Дандини 1701 года.
Первая капелла справа от входа — это Капелла Санта-Мария-дель-Джильо. Небольшое сооружение относится к эпохе монастырей и было построено цистерцианцами для набожных женщин, которым разрешалось посещать главную церковь только два раза в год по особым торжествам. Патронатом дома была семья Дель Джильо, отсюда и название, однако его украшение было заказано Нерео Нери, который вступил во владение им в 1598 году по заказу Бернардино Поччетти. Картина с изображением Мученичества святых Нерея и Ахиллея работы Доменико Пассиньяно и Оттавио Ваннини заменила большой алтарный образ Козимо Росселли с изображением «Коронования Девы Марии» (1505), который ныне находится во второй капелле по левой стороне нефа. В третьей Капелле Торнабуони имеются алтарная картина Санти ди Тито «Моление о чаше» (1591); деревянная статуя Богоматери с Младенцем (конец XIV века); расписной витраж Святого Лаврентия 1491 года был создан Алессандро Аголанти, который также создал витражи по проекту Гирландайо в капелле Торнабуони в церкви Санта-Мария-Новелла.
В других капеллах церкви также находятся многие произведения искусства. В конце пятнадцатого века в здание капитула поместили фреску «Распятие» работы Перуджино.

## Галерея
- Интерьер церкви
- Капелла Маджоре
- Чиро Ферри. Дева Мария и святая Мария Маддалена деи Пацци. 1684
- Лука Джордано. Иисус и святая Мария Маддалена деи Пацци. 1685
- Мадонна с Младенцем. Конец XIV—начало XV в. Дерево
- Козимо Росселли. Коронование Девы ангелами и святыми в Раю. 1505
- Перуджино. Святой Бернардо поклоняется Христу, сходящему с креста. между 1494 и 1496. Дом капитула
- Триптих Святого Себастьяна. Леонардо дель Тассо (Святой Себастьян), со святыми Рохом и Августином (Раффаэллино дель Гарбо). 1500—1505